# ぷいぷい!
『ぷいぷい！』は、夏緑による日本のライトノベル。イラストはなもりが担当。MF文庫J（メディアファクトリー）より2006年5月から2010年2月まで刊行された。12巻目からはストーリーが二学期編に突入するとともに題名が『ぷりぷり!!』に変更された。メディアミックスとして、なもりによるコミカライズが『月刊コミックアライブ』2007年5月号から2009年4月号まで連載された。

## あらすじ
高校生・新木陣が、ひょんなことでランプを磨くと学園内の人気者・座堂シエラが突如メイド姿で現れる。実は、彼女はランプの魔神の末裔であり、ご主人様の願いを叶え誉められることによってレベルアップしていく。願いを叶えて一人前の魔神にならなければならない。しかし当の彼女はプライドが異常に高くて、猫かぶりであった。

## 登場人物
新木 陣（あらき じん）
本作の主人公。春紗学園高等部1年生。整った顔立ちだがかなりの無愛想。考古学、特に楔形文字が好きな大食漢。海外で活動する考古学者の両親を持つため、独り寂しく男子寮住まいをしている。ソロモンの指輪を所有し、ランプの魔神であるシエラのご主人様となる。入学当初はシエラの事をまったく気にしていなかったが、最近は徐々に意識しつつある。
両親に自分を認めさせようとソロモンの財宝と聖櫃（アーク）を探求するが、ソロモンの指輪を得たと同時に聖櫃に封印された妖魔アークダイモンの封印資格者となったため、妖魔の標的となってしまう。死活問題としてアークダイモンの完全封印を可能とする聖櫃を探す。
名前の由来はアラジンから。
座堂 シエラ（ざどう-）
本作のヒロイン。陣の同級生。座堂財閥の美貌の令嬢で学園の憧れの存在。実際は極めて腹黒い猫かぶりで、陣のみその本性を知っている。ランプの魔神の末裔であり、陣によって召喚される。かなりの世事と常識に疎く、セレブの生活を失わないために魔神レベルを上げようと頻繁に召喚を催促するが、あまり役には立たない。
陣同様、両親になかなか会えない身の上で、セレブ生活への維持に固執するのも一家離散の引き金になりかねないと考えての事。学園で唯一、シエラを空気ほどにも意識しない陣に興味を抱くが、現在ではその思いが昂じて意識しはじめている。
名前の由来はシェヘラザードから。「シエラ」という名前も本当は漢字らしい。
使用できる魔法。ただし物語途中で魔法書を奪われてからしばらくは「再発行」中の為、使用できない。

### 座堂家関係者
座堂 冷（ざどう ピエール）
シエラの父で先代の魔神。現在は単なるヘタレオヤジである。
「冷」と書いて「ピエール」と読む。作中では通常カタカナ表記。「冷」→「冷える」→「ひえーる」→「ピエール」からきている。
座堂 踊（ざどう オードリー）
シエラの母。一見、浪費家のセレブだが超貧乏な庶民の出身で、座堂家の住み込みメイドからピエールの妻となった。かつては前人未到の偉業を成し遂げた伝説のフリーターであったらしい。非常なやり手であり、座堂家の資産を運用して複合型国際大企業「シェラザード」を築いた。そのため、以前にも増して座堂家は裕福となり、魔法による財産構築やシエラが魔神レベルを上げが不要であることが7巻で判明した。
夫同様、作中では通常カタカナ表記。
ニコライ・パブロフ
座堂家の執事でシエラのお抱え運転手。ロシアの執事の名門の出。KGB（「今日も元気に冒険だの会」の略）に知り合いがいる。
メアリー・サバント
座堂家のメイド長。大英帝国の女王に仕えた名門の出。ニコライに対し対抗意識を燃やしている。
岸辺（きしべ）
座堂家御用達のペンションのオーナー。普段は華奢でナイーブな雰囲気だが、気を引き締めると格好よくなる。
岸辺 水斗（きしべ みなと）
ペンションの一人息子。母親がいなくなり塞ぎこんでいた。
岸辺 水菜子（きしべ みなこ）
ペンションのオーナーの妻。町へ出かけた後、蒸発してしまった。
コーレム
シエラが泥魔法で作り出した小さいゴーレム。シエラには従順。「ぷきゅー」とか「うきゅー」としかしゃべらないが感情表現は豊か。
トーレム
コーレムの内の一体が焼き締められて陶器になったもの。コーレムより硬く、小さい。普段はシエラの携帯のストラップになっていて、周りはロボットだと思っている。意外に機転が利き、陣やシエラの窮地を救った事もある。
ミハイル・イワノビッチ
KGB（今日も元気に冒険だの会）のメンバー。催眠ガスや記憶を消す怪しい薬品を使い、ゴム弾で陣を狙撃したスナイパーも彼であると思われる。「旧ソ連の科学力」云々と盛んに口にするが、ソ連国家保安委員会との関連は不明。語尾に「ダー」とつける癖がある。

### 新木家関係者
新木 大胡（あらき だいご）
陣の父。
超ダウジング能力者で、数々の歴史に残る発掘を探し当てた。ダビデ神殿の発掘調査中、「唯一神の否定」のアークダイモンであるヘロデ王の下僕サロメの襲撃を受け、妻と発掘隊員たちは塩の柱にされ、彼自身は「奈落」と呼ばれる地下道に落とされた。しかし、そこでアークダイモンに対抗しうる武器「ソロモンの判決」を発見。ヘロデへの逆襲の準備を整えるべく密かに日本へ帰国し、サロメの陣たちへの襲撃に割って入った。そして聖櫃を発見した陣の実力を渋々認め、共に敵本拠地であるヘロディオン（ヘロデの墓）へと赴くことを決意する。
標野 紫乃（しめの しの）
京都大学考古学部の助教。20代半ばの京美人。大胡の知人でもあり、彼女の論文が陣に聖櫃の在り処の手がかりを与える事になる。

### 春紗学園高等部
近衛 右京（このえ うきょう）
陣が暮らす男子寮「橘寮」の寮長かつ高等部生徒会長。剣道部に所属。時代錯誤な日本男児で女嫌い。密かにシエラに対し好意を抱くが、紆余曲折あって江利子と付き合う。女子寮との勝負に負けた結果、男子寮の女人禁制をしぶしぶ解除した。
宇多田 夕也（うただ ゆうや）
陣の友人でルームメイト。エア・ギターしか弾けない軽音楽部員。中等部の女子にはそこそこ人気があるが高等部の女子には相手にもされない。
7巻でサロメの襲撃の巻き添えを食らって塩の柱にされてしまった。
氷室 江利子（ひむろ えりこ）
高等部生徒会副会長。様々な職種のアルバイト経験がある苦学生。右京が好きで、自分の事を見てもらうために盗撮によってシエラの本性を暴こうとするが、空回りしてばかりいる。
雅 麗亜（みやび れいあ）
高等部3年生で女子寮「桜寮」の寮長。スタイル抜群だが口が悪い。右京に対しからかい気味にケンカを売っている。寮に住む生徒たちに「お姉様」と呼ばせている。
桃井 杏（ももい あん）
陣やシエラの同級生。陣には密かに想いを寄せている。女子寮では、愛花とは仲がいいがお互い恋のライバルと気づいていない。学校では、ちょっとゆるめの性格で男子から人気である。
毒呂 説子（どくろ せつこ）
高等部一年生。軽音部員。周りが引くほどの毒舌。部長の夕也には突っぱねた態度をとるが、本当は応援している。

### 春紗学園中等部
香住 愛花（かすみ あいか）
中等部一年生。陣の幼馴染で、妹的存在。ドジっ娘で、所属する家庭科部では破壊行為が繰り返される。
安藤 奈津（あんどう なつ）
中等部3年生。大食いだがナイスバディである。家庭科部部長で、よく料理の薀蓄を披露するがウケはあまり良くない。ただし料理に関係ない薀蓄はこの限りではない。
本田 聡子（ほんだ さとこ）
中等部3年生で図書委員。「ククク…」と怪しげな笑い声をする。占いに精通し本とフィギュアが好き。「ソロモンの鎖骨」という本から妖魔を召喚した。家庭科部の奈津とは仲がいい。
正体は「偶像崇拝」のアークダイモン。約2000年前に封印から解放され、神をも凌ぐ最強の存在を目指し人間の知恵を利用してきたが、その過程で人間の叡智の結晶である「本」を愛するようになった。使い魔のセーレを討たれた恨みも併せて、人類の滅亡を目論む「唯一神の否定」のアークダイモンと敵対し、陣たちと共闘することになる。しかし言動が怪しさから大胡には警戒されている。

### ペルシャ料理屋　アルフライラ
アルフ・シャムシール
学校の裏にある「アルフライラ」の看板娘。威勢が良く江戸っ子口調で話す。また豊満な胸を持ち、普段は軽装をしているため目のやり場に困ることもしばしば。実は剣の魔神シャムシールの家系であり、陣がアブラカタブラと唱えることで剣に変身し、妖魔を食べることでレベルアップする。本来、アルフ単体では戦うことはできないが、第5巻でアークダイモンであるサラージャの襲撃を受けた際に、陣を想う｢恋する乙女の意地｣により｢自立した剣の魔人｣となった。
最初は陣の事を食料か単なるソロモンの指輪の所有者としか見ていなかったが、最近は意識し始め、シエラのライバルとなっている。携帯の着信音は「剣の舞」だったが、のちに陣の呪文の声に変更した。
シキーン・シャムシール
アルフの父。生粋のペルシャ人だが、コテコテの江戸っ子弁で会話する。「アルフライラ」の店主で先代の剣の魔神。名前は「包丁」の意味で、剣化しても名前の通り包丁サイズにしかなれなかった。
シャウカ・シャムシール
アルフの母。外見は髪の色以外はアルフに似ている。20代後半ぐらいにしか見えない。包丁の達人で、かつてはシキーンの化身である剣（包丁）を使いこなして妖魔を倒していた。厚さ200ミクロンのかつらむきもできるという。

## 用語

### 魔法
陣がランプをこすることでシエラが呼び出される。このときシエラはメイド服に変身するが下着はこの限りではないようだ。いったん呼び出されたらシエラが陣のために何かするまで帰れない。また、密室で呼び出されればその範囲から外に出ることはできない。何か終えた後に陣がシエラの頭をなでてちちんぷいぷい!と唱えることでシエラのヘッドドレスが光り、感謝ゲージが上がったことを示し、特に上がる量が多い場合は全身が光る。感謝ゲージが一定量に達するとレベルアップし、シエラの持つ魔法書に新たな呪文が書き込まれる。主人が変わるとレベルはリセットされる。このため、今まで魔法で財産を生み出してきたシエラの家は危機的状況である。シエラは陣に積極的に呼び出すよう高圧的に迫っている。

### 魔神
ナーナ・ギーギ・・
陣とシエラがカンボジアで助けを求めてきたナーギの子供達。双子。左右の目の色が違うのと服の色が違うのも特徴。陣の事を「おとーたま」と呼ぶ。蛇なので変身をとくと大きい姿になって空も飛べる。

## 既刊一覧

### 小説
- 夏緑（著）・なもり（イラスト）、メディアファクトリー〈MF文庫J〉、全11巻
  - 『ぷいぷい！』、2006年5月25日発売[3]、ISBN 4-8401-1539-7
  - 『ぷいぷい2！』、2006年8月25日発売[4]、ISBN 4-8401-1594-X
  - 『ぷいぷい3！』、2006年10月25日発売[5]、ISBN 4-8401-1725-X
  - 『ぷいぷい4！』、2007年1月25日発売[6]、ISBN 978-4-8401-1788-3
  - 『ぷいぷい5！』、2007年4月25日発売[7]、ISBN 978-4-8401-1841-5
  - 『ぷいぷい6！』、2007年8月24日発売[8]、ISBN 978-4-8401-1899-6
  - 『ぷいぷい7！』、2007年12月25日発売[9]、ISBN 978-4-8401-2114-9
  - 『ぷいぷい8！』、2008年4月25日発売[10]、ISBN 978-4-8401-2305-1
  - 『ぷいぷい9！』、2008年8月25日発売[11]、ISBN 978-4-8401-2403-4
  - 『ぷいぷい10！』、2008年12月25日発売[12]、ISBN 978-4-8401-2605-2
  - 『ぷいぷい11！』、2009年4月24日発売[13]、ISBN 978-4-8401-2761-5
- 夏緑（著）・なもり（イラスト）、メディアファクトリー〈MF文庫J〉、全3巻
  - 『ぷりぷり!!』、2009年8月25日発売[14]、ISBN 978-4-8401-2876-6
  - 『ぷりぷり2!!』、2009年11月25日発売[15]、ISBN 978-4-8401-3093-6
  - 『ぷりぷり3!!』、2010年2月25日発売[16]、ISBN 978-4-8401-3187-2

### 漫画
- 夏緑（原作）・なもり（作画） 『ぷいぷい！』 メディアファクトリー〈MFコミックス アライブシリーズ〉、全3巻
  1. 2007年10月23日発売[17]、ISBN 978-4-8401-1964-1
  2. 2008年6月23日発売[18]、ISBN 978-4-8401-2238-2
  3. 2009年4月23日発売[19]、ISBN 978-4-8401-2553-6